# Язон (бриг, 1805)
«Язон» — бриг Черноморского флота Российской империи. Находился в составе флота с 1805 по 1807 год, во время несения службы совершал плавания в Чёрном и Средиземном морях, а 18 (30) марта 1807 года разбился о риф у мыса Тарханкут.

## Описание судна
Парусный бриг с деревянным корпусом.

## История службы
Бриг «Язон» был заложен на стапеле Херсонской верфи и после спуска на воду в 1805 году вошёл в состав Черноморского флота России.
В кампанию с 1806 года совершил плавание из Севастополя в Корфу и обратно.
18 (30) марта 1807 года вышел из порта Севастополя по направлению на Одессу. На следующий день 18 (30) марта попал в густой туман, в 3 верстах от мыса Тарханкут в 14:30 налетел на камни одноимённого подводного рифа и встал на них. Снять судно с камней не удалось и впоследствии оно было полностью разбито, однако во время кораблекрушения экипажу брига удалось спасти груз и самим спастись в полном составе.
Командиром брига «Язон» в составе Российского императорского флота в 1806—1807 годах служил лейтенант Лобысевич Г. П. 1-й.